# 4243 Нанківелл
4243 Нанківелл (4243 Nankivell) — астероїд головного поясу, відкритий 4 квітня 1981 року.
Тіссеранів параметр щодо Юпітера — 3,215.